# 恐怖

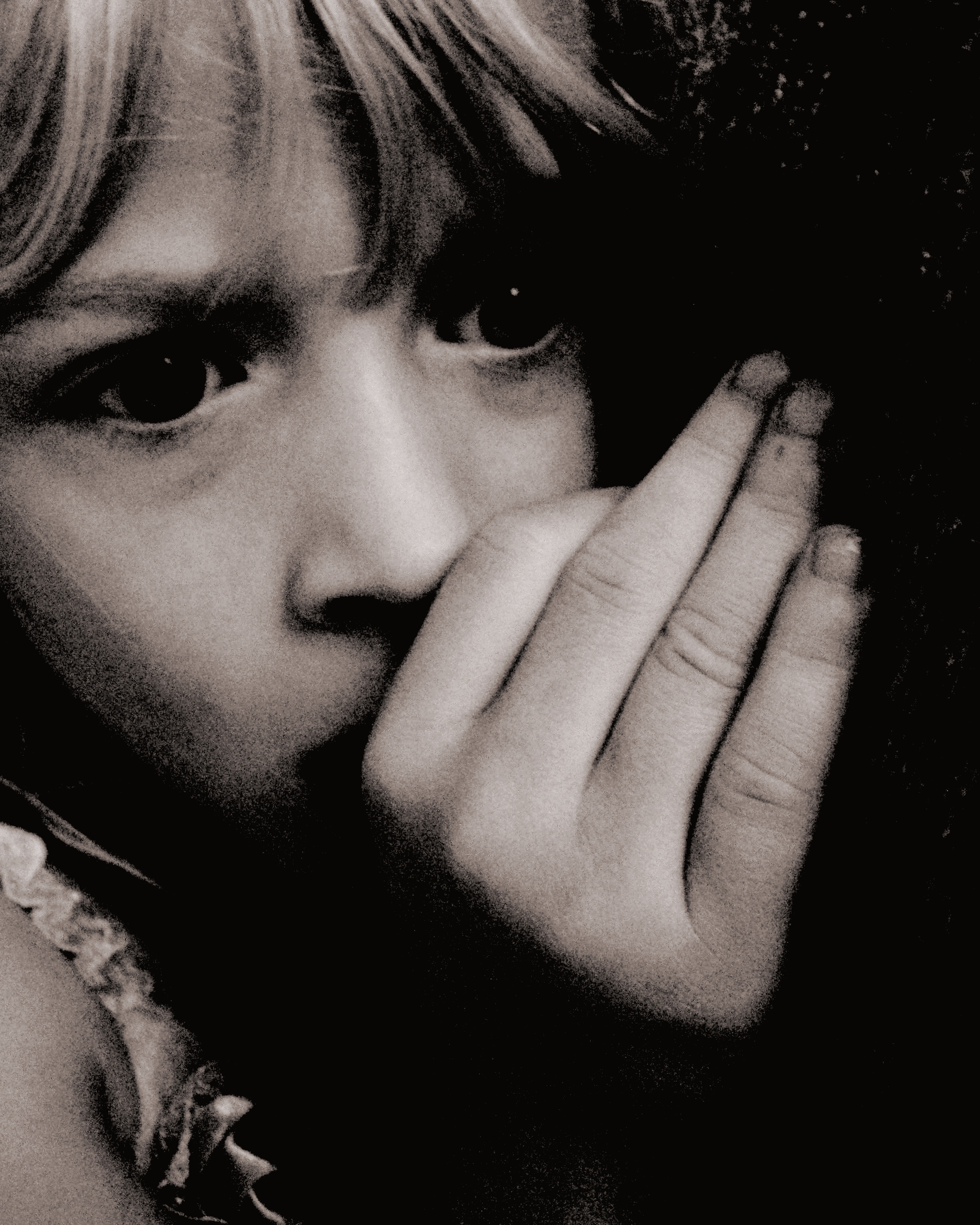
暗闇の中で恐怖に包まれる子ども。

恐怖（きょうふ）、または恐れ（おそれ）（英: fear）は、動物や人間のもつ感情の一つで、こわいと思うことやその気持ち。

## 概説
ブリタニカ国際百科事典によると、恐れとは典型的な情動のひとつで、有害な事態や危険な事態に対して有効に対処することが難しいような場合に生じる、とのことである。
ブリタニカ国際百科事典によると、恐れの中でも具体的な事態になっておらず明確な対象があるものが「心配」だという。また、具体的な事態になっておらず、かつ明確な対象もないものが「不安」だという。
事態から逃避しようとする行動の傾向、心拍数の増加、顔面から血の気が引く、震え、発汗などといった身体的反応が伴う。恐れが強い場合は、行動に麻痺が起きる。
河合隼雄は、恐怖について「人間は自分の人生観、世界観やシステムを持ちながら生きているが、それをどこかで揺り動かすもの」と定義したうえで、（主に戦後や平成期の平和な日本で心理学者として活動した河合隼雄は）次のようにのべた。
「恐怖はない方がいいように見え、ずっとそういう状態が続くと安心ではあるが、死んでいるのと同じである。生きる体験の中には必ず恐怖が入ってくる。存在を揺るがされるということは、うまくすれば、新しいことが開かれるが、下手をすれば破局を迎える。つまり、恐怖はその両者のちょうど境目になる。さらに、例えば恐怖の対象に「死」があるが、気分的に死への傾倒が強い人には、それは恐怖たりえず、それにどんどん寄り添っていくと生と死の境界自体がなくなり、恐怖は消える。そうなれば、生も死も何の役にも立たなくなる」「現代人は本来的な恐怖というものが非常に少なくなっており、現代人の状態は非常にアンビバレントである」。

特定の事態やものに対して強い恐怖を感じる状態を（それを本人が不都合と感じている場合などに）疾患として位置づける場合、恐怖症と言う。恐怖症は認知行動療法などによって治療できる場合がある。
恐怖の対象、恐怖される状態
14世紀から18世紀ごろの西ヨーロッパではペスト（黒死病）にかかることが非常に恐れられた。
19世紀の英国において最も恐れられた事態は、人々に忘れ去られ、死んだのに誰にも嘆かれず、貧困状態で死に、最後には解剖台に乗せられることであった。20世紀では、多くの人が小児麻痺、身体の一部を不具にし、残りの人生で動かなくなるという病気を患うことを恐れた。
2001年9月11日以降のアメリカ（やヨーロッパ）では、テロリズムに対する恐怖が大きく広がった。
人は、トラウマが残るような事故類を経験すると、その事故を想起させるいくつかの対象に恐怖を感じるようになることもある。また他国に侵略されて住む地域が長期に渡り爆撃や砲撃を受けたり、前線で塹壕戦で迫撃砲の攻撃、どの瞬間でも死ぬ可能性があまりに高いような状況を長期に経験したりすると、その後に戦場から離れても、音量の大きな音を聞くだけで、つまり爆撃音や迫撃砲音に限らず、たとえば工事現場の音やドアをバタンと閉める音などでも、大きな恐怖を感じるようになる。
恐怖心を感じさせることを意図した行為、それを用いる手法
恐れさせること、相手に恐れの気持をいだかせるために行うことを脅し（おどし）という（日常用語）。脅しというのは、乱暴な行為や乱暴な発言だけでなく、相手が身の危険を感じるような状況になる可能性があるなどとおだやかに言うような発言、つまり言い方はおだやかでも聞いた人が文の意味内容を理解すると恐怖を感じるようなことを、計算づくで意図的に言うことも含む。
法律用語では、特にある行為を人にさせるためおどしつけること、相手に恐れの気持をいだかせるようにしてある行為を強制することを脅迫という。（刑法）危害を加えるようなことを言ったり態度で示したりして人をおどかすこと、他人を恐怖させる目的で害を加える旨を告知することを脅迫という。（民法）相手方に違法な害悪を加える旨を通告して畏怖心を生じさせる行為（民法の場合は漢字表記は「強迫」としている）。
18世紀末のフランスではロベスピエールらに「反対者」と見なした人たちを一方的に処刑し、人々に恐怖を感じさせることで人々を統制しようとした。こうした手法を恐怖政治というが、その後も同様の手法で自国民を支配する独裁者は後を絶たない。
テロリズムというのは恐怖を感じさせることで政治的な目的を果たそうとする手法である。個人や小集団が行うことが多い。そうしたテロ組織を支援する国家、もしくは国家そのものがテロに加担している場合はテロ支援国家と呼ばれ、アメリカによってイランや北朝鮮といった国が指定されている。

## 徴候と症状
恐怖状態において、人は以下のような様々な反応を示す。
- 瞳孔の拡大（恐怖に対する視覚の対応）
- 肺の細気管支の拡張（酸素吸収を高める）
- 血圧と心拍の急上昇（脳と筋肉にエネルギーを供給する）
- 肝臓のグリコーゲン分解（瞬発力を高める）
- アドレナリンを含む血流の大放出（生理的防御力の向上）
- 脾臓の収縮（白血球を供給する準備）
- 膀胱と結腸を空にする準備（エネルギー消費の準備）
- 消化器官の毛細血管の収縮（血流を筋肉側に集中させる）
- 立毛（鳥肌が立つなど、毛が逆立つ現象。敵に対して体を大きく見せていた名残りと考えられる）
- 消化活動の低下(消化に使うエネルギーを別の場所に使うため)[9]

恐怖に対する反応は大脳辺縁系の扁桃体と、脳の機能の中では比較的古い部分である小脳扁桃の活動にリンクしており、扁桃体より発せられた警告が中枢神経・自律神経にさまざまな生理的応答を促す。
扁桃体に異常をきたしたウルバッハ・ビーテ病の患者は恐怖を感じることがないという。
人間は恐怖によって怯えた状態になり、他者の望むことに一方的に従ってしまうことがある。その一方、人間は同様に暴力的にもなり、命を懸けて戦うこともある。

## 心理学的説明・研究
ジョン・B・ワトソンやパウル・エクマンなどの心理学者は、恐怖を、ほかの基礎的な感情である喜び、怒りとともに、これらをすべての人間に内在する感情だ、と述べた。通常、恐怖は特定の刺激に対する反応である。
心理学において、恐怖の対象を覚えさせることが、「恐怖条件付け (en:fear conditioning) 」として研究されている。その最初のものはワトソンが1920年に行ったリトルアルバート実験 (en:Little Albert experiment)で、この研究では、生後11か月の幼児が実験室の白鼠に対し恐怖を感じるように条件付けることに成功した。
研究により、特定の対象（例：動物、高さ）が他の対象（例：花、雲）に比べより恐怖を引き起こしやすいことが発見されている。また、被験者にこれらの対象に対し恐怖を植付けることもより容易である。

## 管理

### 医薬品
扁桃体に起因する、恐怖条件付けおよび恐怖症の薬物治療には、糖質コルチコイドが挙げられる

### 心理療法
認知行動療法は、人々の恐れを克服することを助けることに成功してきた。
記憶を忘れる、削除することは容易ではないため、人々を繰り返し彼らの恐怖に直面させるアプローチは積極的であり、より成功率が高い。安全な方法により、本人の恐れに立ち向かうことによって、人は恐れを引き起こす記憶や刺激を抑え込むことができる。
曝露療法は、特定の恐怖症を持つ人々の90％において、時間の経過とともに彼らの恐怖を著しく減少させることができたと知られている。
もう一つの心理療法は体系的脱感作であり、これは恐怖を完全に取り除く、あるいはその恐怖に対する嫌悪感のある反応を起こし、それを置き換えることを目的とする行動療法のひとつである。条件付けを通して、反応は弛緩にこれで置き換えられる。この治療を通して筋肉の緊張は弱まり、深呼吸のテクニックは緊張を和らげるのを助けることができる。

### その他の治療法
宗教の中で安らぎを見つけることは、自分の恐れに対処するための別の方法である。たとえば死後に起こることや死後の世界など、あなたの恐れに関する質問に答えるための何かを持っていると、それはあなたの死への恐れの助けとなる。答えを持っていることは、不確実性の余地を減らすのである。宗教は自分の恐れを無視するのではなく、理解し感じる方法を提供するのである。

## 動物
ジョゼフ・ルドゥーの研究によると、扁桃体は恐怖や脅威、危険といった記憶を意識下に格納する部位でもあり、戦うか逃げるか反応などの条件性恐怖を司る。ほとんどの脊椎動物には小脳があることから、それらの動物の小脳扁桃は全て同様の働きをしていると考えられる。
狐の糞などに含まれるトリメチルチアゾリン（2,5-ジヒドロ-2,4,5-トリメチルチアゾリン（TMT））はげっ歯類に嗅がせるとPTSDを誘発し、オオカミの尿に含まれている3つのピラジン類似体の混合物は、恐怖にかられた行動を起こさせる。